# Chen Fei
Chen Fei (chiń. 陈飞; ur. 30 października 1990 w Tiencinie) – chińska judoczka. Olimpijka z Londynu 2012, gdzie zajęła piąte miejsce w kategorii 70 kg.
Uczestniczka mistrzostw świata w 2010, 2011, 2015 i 2019. Druga w drużynie w 2012. Brązowa medalistka igrzysk azjatyckich w 2010 i 2014, a także mistrzostw Azji w 2011 i 2021. Triumfatorka igrzysk Azji Wschodniej w 2013 roku.

## Letnie Igrzyska Olimpijskie 2012
| Konkurencja | Walki                  | Walki               | Walki                    | Walki                  | Walki               | Klas. końcowa |
| Konkurencja | 1/16                   | 1/8                 | 1/4                      | 1/2                    | o 3. miejsce        | Miejsce       |
| ----------- | ---------------------- | ------------------- | ------------------------ | ---------------------- | ------------------- | ------------- |
| 70 kg       | Katarzyna Kłys (POL) W | Houda Miled (TUN) W | Haruka Tachimoto (JPN) W | Kerstin Thiele (GER) P | Yuri Alvear (COL) P | V             |